# Aegus nakaneorum
Aegus nakaneorum là một loài bọ cánh cứng trong họ Lucanidae. Loài này được Ichikawa & Fujita mô tả khoa học năm 1986.